# Сухой порт

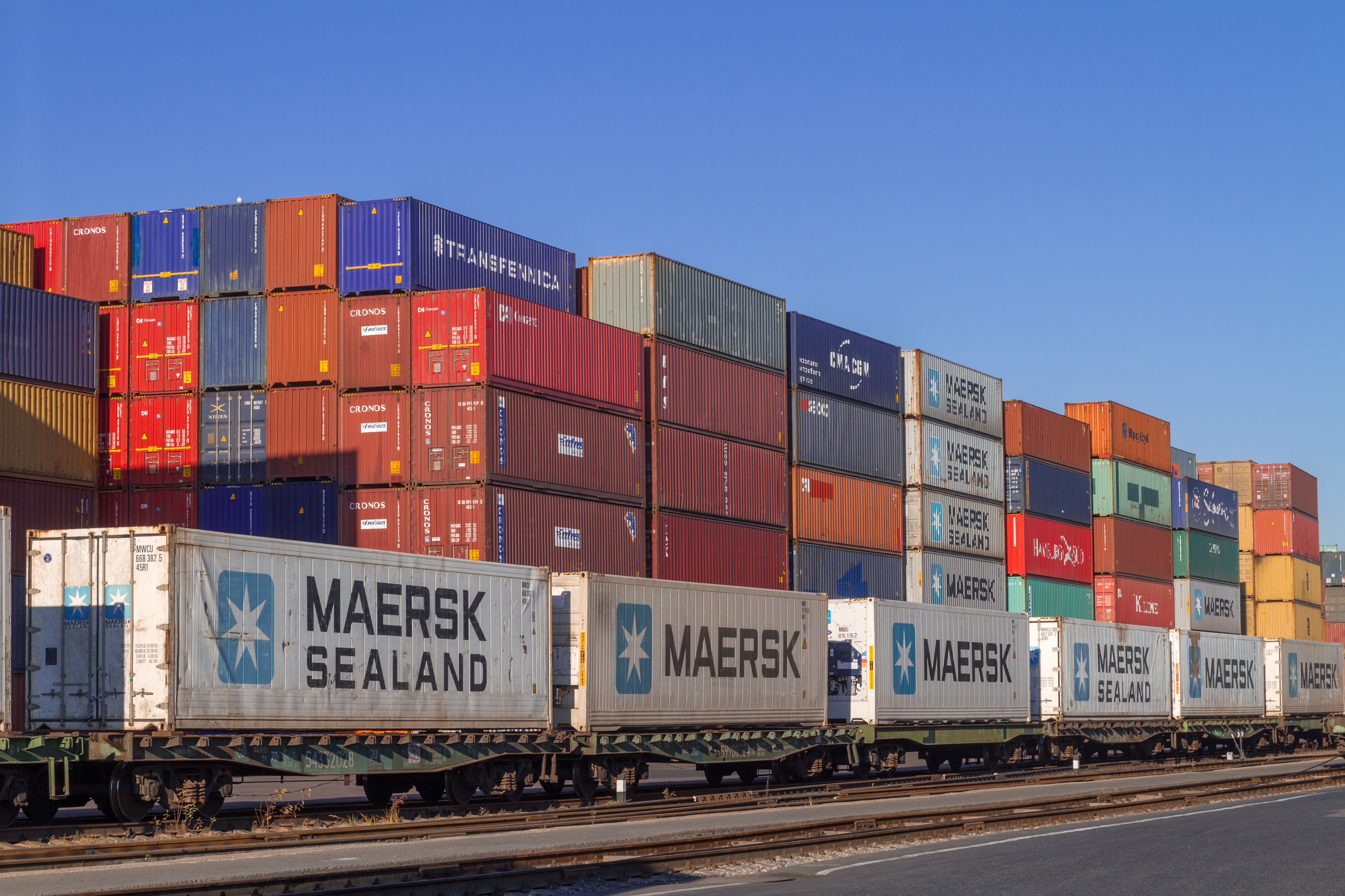
Терминально-логистический комплекс «Модуль Пулковский» (Санкт-Петербург, 7-й Предпортовый проезд)

Сухой порт — внутренний терминал, непосредственно связанный автомобильным или железнодорожным сообщением с морским портом. Выполняет функции центра для перевалки морских грузов на внутренних направлениях. В дополнение к роли в перевалке грузов, сухие порты могут также принимать грузы на хранение и оказывать услуги по таможенному оформлению товаров.
Ранее данный термин существовал только в английском и французском языках, но с 2010-х годов он появился и в русском.

## Сухие порты в России
| Название           | Площадь  | Год открытия | Месторасположение                                  | Мощность | Координаты                      |
| ------------------ | -------- | ------------ | -------------------------------------------------- | --- | ------------------------------- |
| Модуль Пулковский  | 12 га    | 2007         | СПб, 7-й Предпортовый проезд, д. 2, к. 2           | Грузооборот терминала: * 200 000 TEU контейнерных грузов/год * 540 000 тонн генеральных грузов/год                                   | 59°49′26″ с. ш. 30°18′13″ в. д. |
| Модуль Южный       | 12,65 га | 2008         | пос. Шушары, ул. Поселковая, 8                     | Грузооборот терминала: * 60 000 TEU контейнерных грузов/год * 420 000 тонн генеральных грузов/год                                    | 59°49′03″ с. ш. 30°23′51″ в. д. |
| Логистика-терминал | 90 га    | 2010         | СПб, промзона посёлка Шушары                       | пропускная способность 200 000 TEU в год                                                                                             | 59°47′24″ с. ш. 30°24′32″ в. д. |
| Янино              | 51 га    | 2011         | Янино-1 Всеволожского района Ленинградской области | контейнерная площадка 10 000 TEU, пропускная способность 200 000 TEU в год (проектная — 400 000 TEU), входит в группу «Global Ports» | 59°56′ с. ш. 30°34′ в. д.       |